# Черна-Места (Благоевградская область)
Черна-Места (болг. Черна Места) — село в Благоевградской области Болгарии. Входит в состав общины Якоруда. Находится примерно в 6 км к востоку от центра города Якоруда и примерно в 53 км к востоку от центра города Благоевград. По данным переписи населения 2011 года, в селе  проживало 417 человек.

## Население
| Год     | 1975 | 1985 | 1992 | 2001 | 2011 |
| ------- | ---- | ---- | ---- | ---- | ---- |
| Жителей | 172  | 265  | 346  | 390  | 417  |

| Национальность | Человек | Процент |
| -------------- | ------- | ------- |
| болгары        | 12      | 3,26%   |
| турки          | 353     | 95,92%  |
| Всего ответов  | 368     |         |

|  |